# Cyrnus flavidus
Cyrnus flavidus là một loài Trichoptera trong họ Polycentropodidae. Chúng phân bố ở miền Cổ bắc.